# Англо-итальянское соглашение (1925)
Англо-итальянское соглашение 1925 года (также Муссолини-Грэхема соглашение) — соглашение Великобритании и Италии о новом (после 1906 года) разделе сфер влияния в Эфиопии. Заключено в результате обмена нот между Бенито Муссолини и британским послом в Риме Рональдом Грэхемом 14—20 декабря 1925 года в Риме. Из-за противодействия Эфиопии и Франции (страны-участницы Лондонского соглашения 1906 года) англо-итальянское соглашение не было реализовано.

## Предыстория
После провала нескольких попыток (в 1914 и 1924 годах) добиться от Эфиопии заключения концессии на постройку плотины на озере Тана, имеющем важное значение как исток Нила, в 1925 году Великобритания решила поддержать итальянские требования по отношению к Эфиопии, высказанные ещё в обращении итальянского правительства к британскому в ноябре 1919 года. Суть их сводилась к тому, что в обмен на поддержку Италией намерений Великобритании по установлению контроля над озером Тана и постройки автомобильной дороги между озером Тана и британским Суданом Великобритания в свою очередь должна была согласиться на постройку Италией железной дороги между итальянскими Эритреей и Сомали и установлению экономического контроля Италии в итальянской сфере интересов по Лондонскому соглашению 1906 года. В 1919 году Великобритания решила не поддерживать претензии итальянского правительства, потому что надеялась получить контроль над озером Тана, действуя самостоятельно; после того, как это не удалось сделать в одиночку, решила объединиться с Италией. Поэтому британский министр иностранных дел Остин Чемберлен решил встретиться с Муссолини в Рапалло в начале декабря 1925 года. По итогам проведенных между ними переговоров было заключено англо-итальянское соглашение 1925 года.

## Заключение соглашения и его условия
В своей ноте на имя Муссолини от 14 декабря 1925 года британский посланник Грэхем, ссылаясь на установившиеся между Великобританией и Италией отношения «дружеского сотрудничества» и «взаимного доверия», сообщил, что Великобритания обязуется поддержать Италию, если она пожелает заключить с правительством Эфиопии концессию на строительство и последующее использование железной дороги между итальянскими колониями Сомали и Эритреей, а также согласиться на установление исключительного экономического положения Италии в западной части Эфиопии и в зоне построенной Италией железной дороги. Со своей стороны Италия должна была помочь Великобритании получить концессию на строительство плотины на озере Тана, а также на строительство и последующее использование автомобильной дороги от эфиопско-суданской границы до этой плотины. В ответной ноте от 20 декабря 1925 года Муссолини соглашался на условия, изложенные в британской ноте.

## Последствия
Соглашение 1925 года фактически нарушило условия Лондонского соглашения 1906 года, в частности, статью 2 (о суверенитете Эфиопии) и 3 (о концессиях держав), так как было заключено без учета мнения французского правительства. В начале XX века Франция обладала наибольшим экономическим и политическим влиянием в Эфиопии, ведь именно она владела построенной французскими же коммерсантами единственной эфиопской железной дорогой, которая соединяла центр страны с французскими портами на побережье Индийского океана, тем самым играя огромную роль в торговле и экономике Эфиопии. Соглашение Муссолини-Грэхема полностью подчиняло Эфиопию британским и итальянским интересам и делало неминуемым в случае реализации раздел страны, фактически упраздняя её независимость. Поэтому французское правительство, заинтересованное в сохранении Эфиопии как независимого государства, поддержало Аддис-Абебу, решившую бороться за свой суверенитет.
Когда 9 июня 1926 года Великобритания и Италия объявили правительству Эфиопии о заключённом ими соглашении, принц-регент Тэфэри Мэконнын (будущий негус Эфиопии Хайле Селассие I) заявил 15 июня 1926 года их послам в Аддис-Абебе резкий протест и при поддержке Франции 19 июня 1926 года обратился в Лигу наций с жалобой на нарушение суверенитета Эфиопии. Великобритания и Италия были вынуждены официально заявить, что договор 1925 года ни к чему не обязывает Эфиопию и третьи страны (т. е. Францию). Впоследствии Италия решила начать непосредственные переговоры с Эфиопией, завершившиеся подписанием нового итало-эфиопского договора в 1928 году.